# Firmino Licínio da Silva Soares
Firmino Licínio da Silva Soares foi um político brasileiro. Foi vice-presidente da província do Piauí, exercendo a presidência interinamente de 27 de julho a 26 de setembro de 1888.